# Comisión Lava Jato
Comisión Lava Jato es el nombre de dos comisiones multipartidarias formadas en el Congreso de la República del Perú, que desarrollaron su actividad entre 2015 y 2016, y entre 2017 y 2018. Su finalidad era determinar responsabilidades en los casos de corrupción pública, conocidos como Lava Jato, aunque sin tener injerencia judicial. Sus informes finales fueron enviados al Ministerio Público, para que sirvan de orientación en sus investigaciones.

## Caso Lava Jato
Por Lava Jato se conoce en el Perú a los casos de corrupción que involucran a diversas empresas acusadas de pagar coimas a funcionarios públicos para ganar licitaciones de obras públicas, empresas en las que destacan las brasileñas Odebrecht, OAS, Camargo Correa, Andrade Gutiérrez, aunque también incluyen a empresas del Perú, como Graña y Montero, JJC, Obrainsa, y otras, que actuaron como socias de las brasileñas. 
El nombre de Lava Jato u Operación Autolavado proviene del Brasil, donde en el 2013 estalló el escándalo de corrupción de las empresas brasileñas, descubierta a partir de una investigación de lavado de dinero realizada por medio de una cadena de servicios de lavado de autos. Varias de esa empresas eran trasnacionales extendidas por países de América, entre ellos el Perú. Por lo que, por extensión, en el Perú se empezó a usar el apelativo de Lava Jato, en casos que no solo comprometen a empresas brasileñas, sino también a empresas peruanas.
El llamado caso Odebrecht es el que desde fines de 2016 empezó a avanzar en el Perú, debido al acuerdo de colaboración entre la Fiscalía peruana y la empresa brasileña para que esta brinde información a cambio de beneficios legales (las llamadas delaciones premiadas). En marzo de 2019 se firmó otro acuerdo de colaboración con la empresa brasileña OAS.
Para febrero de 2024, el equipo especial Lava Jato presentó 17 acusaciones hacia altos funcionarios.

## Comisión Lava Jato (2015-2016)

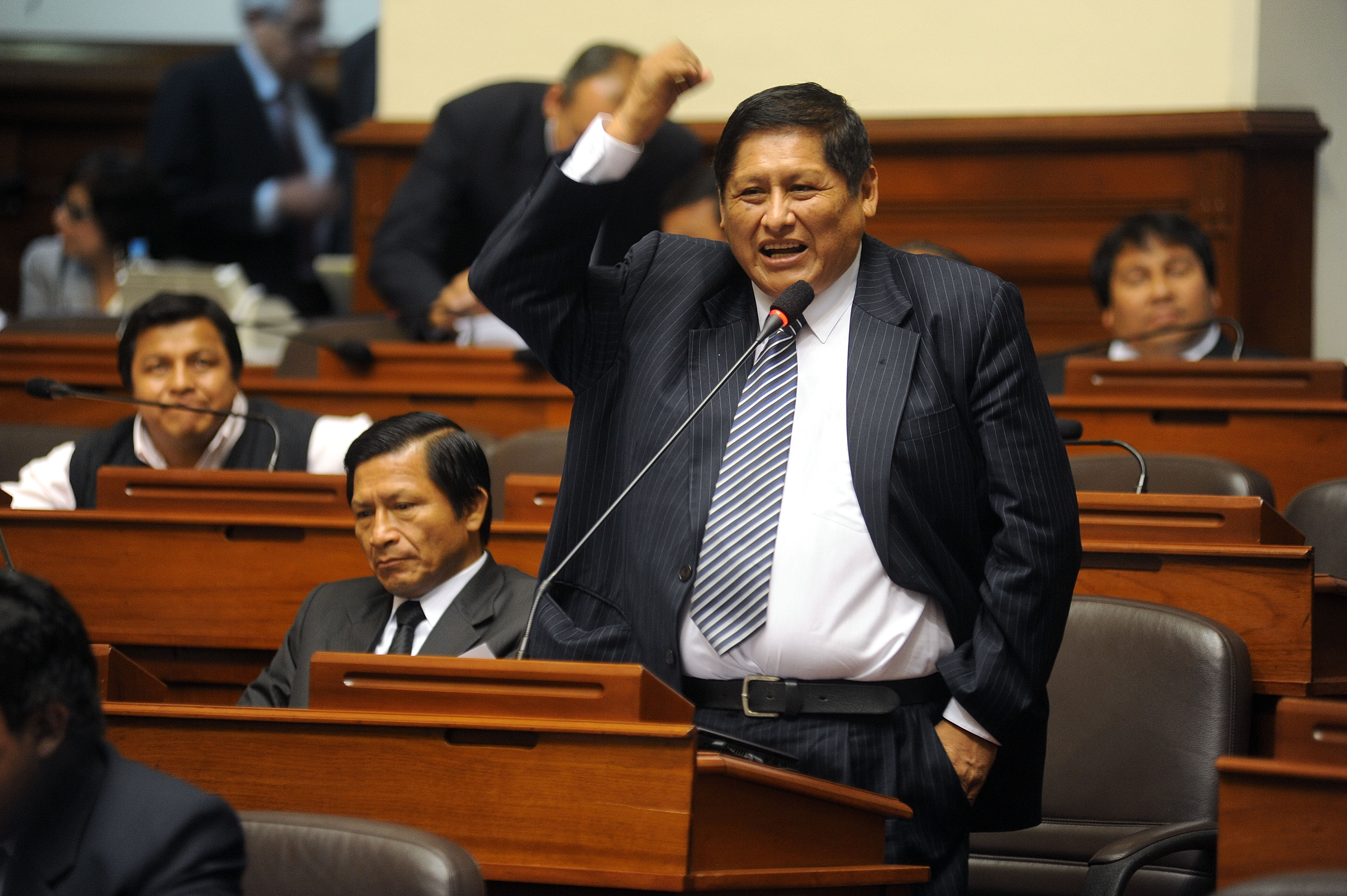
El presidente de la primera Comisión Lava Jato, Juan Pari.

La primera Comisión Lava Jato se instaló el 2 de noviembre de 2015, siendo su presidente Juan Pari, representante de Tacna y miembro de la bancada Dignidad y Democracia, una facción surgida del humalismo.
Entre las conclusiones a las que llegó Juan Pari era que el Perú se había convertido en un paraíso el lavado de activos, con sucesivas transferencias de dinero, con el evidente propósito de ocultar su origen y su destino final, destino que presumiblemente estaría asociado al pago de coimas de parte de las grandes empresas brasileñas (como Odebrecht, OAS, Camargo y Correa, Andrade Gutiérrez, Queiroz Galvao), para lograr beneficios en contratos y adendas de obras; que estas empresas apoyaron a las candidaturas presidenciales, para así asegurarse en el cobro de los favores; que los sobornos fueron a nivel de presidentes, y que el esquema corruptor se remontaba a Fujimori, pasando por Toledo, García y Humala.
El informe final se debatió hacia mayo y junio de 2016, pero nunca se llegó a un texto consensuado. Se presentaron hasta tres informes, uno en mayoría y dos en minoría. Finalmente, debido a que venció el plazo dado a la Comisión, no se llegó a aprobar el informe final en el pleno del Congreso. El mismo Juan Pari tuvo que enviar al Ministerio Público el informe con su firma en solitario, el 12 de julio de 2016, poco antes del cambio de gobierno.
Visto en retrospectiva, era evidente que los congresistas que conformaron esta primera Comisión Lava Jato, que eran representantes del toledismo, el humalismo, el aprismo y el fujimorismo, no deseaban el avance de las investigaciones, ya que comprometían seriamente a sus líderes políticos, y que por eso hicieron la maniobra de firmar informes en minoría para alargar el tiempo y evitar la aprobación en el pleno del Congreso. De entre esos congresistas destacaban Mauricio Mulder del Apra y Karina Beteta de Fuerza Popular. Tiempo después, Pari señaló que, cuando presentó una serie de nombres de personas a las que quería levantarles el secretario bancario, entre ellas a Josef Maiman (el testaferro de Alejandro Toledo), Mulder se había opuesto con vehemencia.

## Comisión Lava Jato (2017-2018)

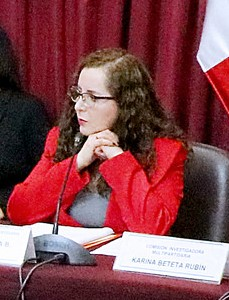
La presidenta de la segunda Comisión Lava Jato, Rosa Bartra.

En noviembre de 2016, bajo el gobierno de Pedro Pablo Kuczynski, el pleno del Congreso de la República del Perú aprobó la creación de una comisión multipartidaria que retomara la investigación de Lava Jato, que había quedado inconclusa, y visto además los nuevos indicios que venían sucediéndose. El 4 de enero de 2017 se instaló la segunda Comisión Lava Jato.
Inicialmente la Comisión estuvo integrada por siete miembros: Víctor Albrecht (Fuerza Popular), que fue su primer presidente; Karina Beteta (Fuerza Popular); Jorge Castro (Frente Amplio), Marisol Espinoza (Alianza para el Progreso); Gino Costa (Peruanos por el Kambio); Mauricio Mulder (Apra); y Víctor Andrés García Belaúnde (Acción Popular). A partir de abril de 2017 pasó a ser presidida por Rosa Bartra, debido a la renuncia de Víctor Albrecht. También se renovaron algunos de sus miembros, que fueron reemplazados por: [[Humberto Morales (Frente Amplio); y Gilbert Violeta (Peruanos por el Kambio). Y como Marisol Espinoza renunció sin que su bancada elija a su reemplazante, la comisión se redujo a seis miembros.
La gestión de Rosa Bartra al frente de la Comisión Lava Jato ha sido muy cuestionada por su falta de imparcialidad en el manejo de las investigaciones. El 13 de diciembre de 2017 hizo público un informe de la empresa Odebrecht que comprometía al presidente Pedro Pablo Kuczynski en el pago de una serie de asesorías de parte de dicha empresa entre los años 2004 y 2007, lo que fue el punto de partida para dos procesos de vacancia contra PPK y finalmente su renuncia a la presidencia de la República. Esta obsesión de Bartra para implicar a PPK, contrastaba con la orientada a librar de culpa a su lideresa Keiko Fujimori, seriamente comprometida en el caso Cócteles y en la agenda de Marcelo Odebrecht. Incluso, cuando el fiscal José Domingo Pérez dirigió el allanamiento a los locales de Fuerza Popular, en diciembre de 2017 (en el marco de la investigación por lavado de activos), Bartra se hizo presente en la diligencia judicial, demostrando así una total falta de imparcialidad. 
Cuando se le reprochó a Bartra por “blindar” a su lideresa, exonerándola de toda culpa, argumentó que Keiko no había sido presidenta de la República ni funcionaria pública (sin importarle que haya sido congresista y líder de un importante partido político). Remarcó que la Comisión solo se enfocaba en investigar las obras públicas. Pero lo que más llamó la atención fue que exonerara también de imputaciones a Alan García, pese a que durante el segundo gobierno de este mandatario se emitieron y se dieron decretos de urgencia para favorecer económicamente a la empresa brasileña en la construcción del Metro de Lima. Por todo ello fue apodada como Comisión Lava Keiko o Lava Alan.
En agosto de 2018, Bartra informó que su grupo de trabajo había encontrado responsabilidad política y penal en exministros de Estado y en tres expresidentes de la República (Toledo, Humala y Kuczynski), habiendo hallado indicios de cohecho, colusión y lavado de activos. En total se investigaron once proyectos de Odebrecht y otras empresas brasileñas.
La Comisión aprobó su informe final el 20 de septiembre de 2018, el cual se mantuvo en reserva, hasta que fuera sometido a su debate en el pleno, lo que fue programado para noviembre.  Previamente, el 30 de octubre, el pleno del Congreso acordó desclasificar el informe final y entregárselo a cada uno de los congresistas, ante la oposición de Bartra, que temía que el documento llegase a la vista de los implicados en el caso Lava Jato.
El 5 de noviembre de 2018, el informe final fue presentado en el pleno del Congreso por Rosa Bartra. Dos días fueron de sustentación y tres de debate. El informe señalaba responsabilidades en tres expresidentes: Alejandro Toledo, Ollanta Humala y Pedro Pablo Kuczynski, con la muy llamativa exclusión de Alan García. El 9 de noviembre el pleno aprobó los aspectos generales de la investigación por 92 votos a favor, 1 en contra y 1 abstención. Además, cada uno de los 11 capítulos de las investigaciones fueron sometidos a votación, y todos fueron aprobados también con amplia mayoría:

- Capítulo I (Proyecto de Irrigación e Hidroenergético Olmos).
- Capítulo II (Proyecto Corredor Vial Interoceánico Sur - Tramos 2, 3, 4).
- Capítulo III (Proyecto Sistema Eléctrico de Transporte Masivo de Lima y Callao, Línea 1 - Tramos 1 y 2).
- Capítulo IV (Proyecto Línea Amarilla y Vías Nuevas de Lima).
- Capítulo V (Proyecto Energía de Centrales Hidroeléctricas - Central Hidroeléctrica de Chaglla).
- Capítulo VI (Hospital Antonio Lorena Nivel III - Cusco).
- Capítulo VII (Instalación de un Centro de Convenciones en Lima - Perú).
- Capítulo VIII (Proyecto Chavimochic - Tercera etapa).
- Capítulo IX (Gasoducto Sur Peruano).
- Capítulo X (Mejoramiento de Riego y Generación Hidroenergético del Alto Piura).
- Capítulo XI (My Web Day y Drousys en el Perú).

El congresista Humberto Morales, de Frente Amplio, presentó un informe en minoría, en el que, a diferencia del anterior, hallaba responsabilidades en Alan García y Keiko Fujimori, siendo rechazado por la mayoría. En el debate se produjeron incidentes verbales entre los miembros de la bancada del Apra y de Frente Amplio.

## Legado
En 2024, la procuradora Silvana Carrión indicó que se anticipaban las primeras resoluciones judiciales en el caso para ese año, con base en pruebas adicionales obtenidas fuera del ámbito de la comisión investigadora.